# Lucas Dessaigne
Lucas Dessaigne (Francia,  de  de 1989) es un jugador profesional francés de rugby que se desempeña en la posición de ala cerrado en ASM Clermont Auvergne, equipo perteneciente a la liga Top 14.

## Carrera
Dessaigne es un jugador de formación francesa (JIFF). En 2014 comenzó su carrera deportiva con el equipo ASM Clermont Auvergne, donde lleva jugando diez temporadas.